# Ewing (Virginie)
Pour les articles homonymes, voir Ewing.
Ewing est une census-designated place située dans le comté de Lee, dans l’État de Virginie, aux États-Unis. Lors du recensement de 2020, elle comptait 381 habitants.